# シェイフ・クヤテ
シェイフ・クヤテ（Cheikhou Kouyaté, 1989年12月21日 - ）は、セネガル・ダカール出身のサッカー選手。セネガル代表。ポジションはミッドフィールダー。

## 経歴

### クラブ
2007年にFCブリュッセルでプロデビューを果たし、2008年にRSCアンデルレヒトに移籍した。
2014年6月18日、ウェストハム・ユナイテッドFCと4年契約を結んだ。
2018年8月1日、推定950万ポンドの移籍金でクリスタル・パレスFCに移籍。
2022年8月13日、ノッティンガム・フォレストFCと2年契約を結んだ。

### 代表
セネガル代表としてロンドンオリンピックに出場した。
2012年2月29日の南アフリカとの親善試合でA代表デビュー。2015年9月4日のアフリカネイションズカップ2017予選、ナミビア戦で代表初得点を挙げた。

## 代表歴

### 出場大会
- セネガル代表
  - 2018 FIFAワールドカップ
  - 2022 FIFAワールドカップ

### 試合数
- 国際Aマッチ 89試合 4得点（2012年-）[5]

| セネガル代表 | 国際Aマッチ | 国際Aマッチ |
| 年           | 出場        | 得点        |
| ------------ | ----------- | ----------- |
| 2012         | 6           | 0           |
| 2013         | 4           | 0           |
| 2014         | 6           | 0           |
| 2015         | 10          | 2           |
| 2016         | 6           | 0           |
| 2017         | 10          | 0           |
| 2018         | 9           | 0           |
| 2019         | 11          | 0           |
| 2020         | 3           | 0           |
| 2021         | 8           | 1           |
| 2022         | 11          | 1           |
| 2023         | 5           | 0           |
| 2024         |             |             |
| 通算         | 89          | 4           |

## タイトル

### クラブ
アンデルレヒト
- ベルギー・ファースト・ディビジョンA : 2009-10, 2011-12, 2012-13, 2013-14
- ベルギー・スーパーカップ : 2010, 2012, 2013

### 代表
セネガル代表
- アフリカネイションズカップ : 2021